# ベッラ島

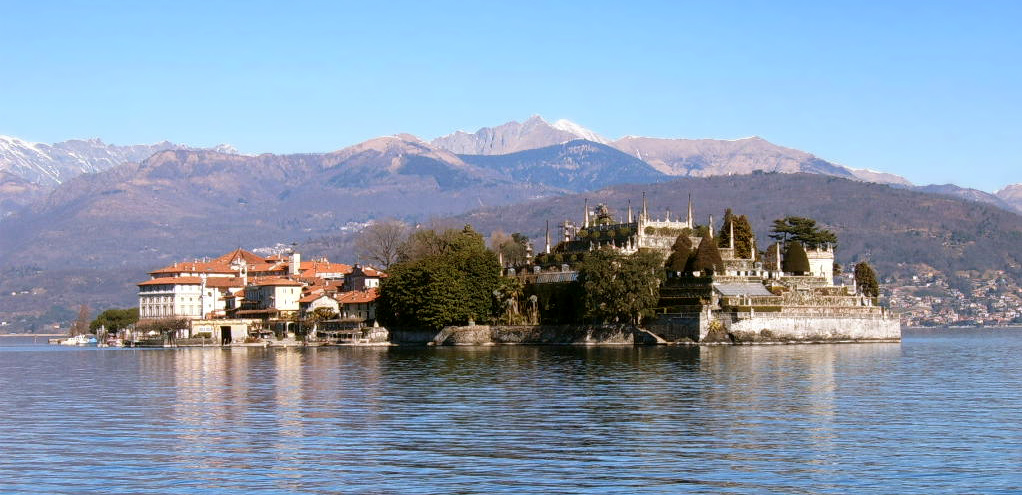
ベッラ島（Isola Bella）

ベッラ島（Isola Bella) 1837

ベッラ島（ベッラとう、イタリア語 : Isola Bella）は、スイス国境に跨るマッジョーレ湖西岸の、イタリア北部ストレーザ沖の湖上に位置する島。「イゾラ・ベッラ」（Isola Bella）とはイタリア語で「美しい島」という意味。長さ 320 m、幅 180 m。
島にはボッロメオ家のボッロメオ宮殿（Palazzo Borromeo）と階段状のバロック庭園（4 ～ 10月のみ開園）が存在し、イタリアバロック建築の傑作として知られる。また大理石を貝殻で装飾したグロッタ（庭園洞窟）がある。この「グロッタ」を語源として「グロテスク」という言葉が派生した。1797年にはナポレオン・ボナパルトも同島に逗留した。現在は観光地化されており、フェリー観光における主要な見学施設となっている。